# Miniá
Miniá (Minia) är en ort i Grekland.   Den ligger i prefekturen Nomós Kefallinías och regionen Joniska öarna, i den sydvästra delen av landet, 280 km väster om huvudstaden Aten. Miniá ligger 197 meter över havet och antalet invånare är 260. Den ligger på ön Kefalonia Island.
Terrängen runt Miniá är kuperad åt nordost, men åt sydväst är den platt. Havet är nära Miniá åt sydväst. Närmaste större samhälle är Argostoli, 5,9 km norr om Miniá. 